# Pingtai, Jilin
Pingtai (kinesiska: 平台, 平台镇) är en köpinghuvudort i Kina. Den ligger i provinsen Jilin, i den nordöstra delen av landet, omkring 280 kilometer nordväst om provinshuvudstaden Changchun. Antalet invånare är 15 641. Befolkningen består av 7 842 kvinnor och 7 799 män. Barn under 15 år utgör 13,0 %, vuxna 15-64 år 78 %, och äldre över 65 år 8,0 %.
Runt Pingtai är det tätbefolkat, med 266 invånare per kvadratkilometer. Närmaste större samhälle är Baicheng, 17,9 km sydost om Pingtai. Trakten runt Pingtai består till största delen av jordbruksmark.
Genomsnittlig årsnederbörd är 588 millimeter. Den regnigaste månaden är juli, med i genomsnitt 194 mm nederbörd, och den torraste är januari, med 4 mm nederbörd.